# كأس الاتحاد الإنجليزي 1910–11
كأس الاتحاد الإنجليزي 1910–11 (بالإنجليزية: 1910–11 FA Cup)‏ هو الموسم 40 من  كأس الاتحاد الإنجليزي. أقيم بتاريخ 10 سبتمبر 1910، والذي يشرف على تنظيمه الاتحاد الإنجليزي لكرة القدم، وكان عدد الأندية المشاركة فيه  64، وفاز فيه برادفورد سيتي.